# Championnat du pays de Galles de football 2000-2001
Navigation
Édition précédente Édition suivante
La 9e édition du championnat du pays de Galles de football est remportée par le Barry Town Football Club. C’est le cinquième titre de champion du club. Barry Town l’emporte avec 3 points d’avance sur le champion en titre Cwmbran Town. Carmarthen Town complète le podium.
Le système de promotion/relégation reste en place : descente et montée automatique pour les deux derniers de première division et les deux premiers de deuxième division : Llanelli AFC et Inter Cardiff descend en deuxième division. Ils sont remplacés pour la saison 2001-2002 par Welshpool Town et Caernarfon Town.

## Les clubs de l'édition 2000-2001
| \| Aberystwyth Town Bangor City Caersws FC Connah's Quay Nomads Inter Cardiff Cwmbran Town Newtown AFC TNS Llansantffraid Rhyl FC Barry Town Carmarthen Town Haverfordwest County Rhayader Town Afan Lido Cefn Druids Llanelli AFC Port Talbot Town Oswestry Town \| Localisation des clubs engagés dans le championnat. |
| Aberystwyth Town Bangor City Caersws FC Connah's Quay Nomads Inter Cardiff Cwmbran Town Newtown AFC TNS Llansantffraid Rhyl FC Barry Town Carmarthen Town Haverfordwest County Rhayader Town Afan Lido Cefn Druids Llanelli AFC Port Talbot Town Oswestry Town                                                           |

| Club                                  | Stade                | Capacité | Ville                     |
| ------------------------------------- | -------------------- | -------- | ------------------------- |
| Aberystwyth Town Football Club        | Park Avenue Ground   | 2100     | Aberystwyth               |
| Afan Lido Football Club               | -                    | -        | Aberavon                  |
| Bangor City Football Club             | Farrar Road          | 1500     | Bangor                    |
| Barry Town Football Club              | Jenner Park          | 2500     | Barry                     |
| Caersws Football Club                 | -                    | -        | Caersws                   |
| Carmarthen Town Football Club         | Richmond Park        | 3000     | Carmarthen                |
| UWIC Inter Cardiff Football Club      | Cyncoed Campus       | -        | Cardiff                   |
| Cefn Druids Association Football Club | Plaskynaston Lane    | 2500     | Wrexham                   |
| Connah's Quay Nomads Football Club    | Halfway Ground       | 3000     | Connah's Quay             |
| Cwmbran Town Football Club            | -                    | -        | Cwmbran                   |
| Haverfordwest County Football Club    | Newbridge Meadow     | 2000     | Haverfordwest             |
| Llanelli Association Football Club    | Stebonheath Park     | 3700     | Llanelli                  |
| Newtown Association Football Club     | Latham Park          | 4300     | Newtown                   |
| Oswestry Town (en)                    | Park Hall            | 2000     | Oswestry                  |
| Port Talbot Town Football Club        | Victoria Road Ground | 2000     | Port Talbot               |
| Rhayader Town Football Club (en)      | The Weirglodd        | 2200     | Rhayader                  |
| Rhyl Football Club                    | Belle Vue            | 4000     | Rhyl                      |
| Total Network Solutions Football Club | Recreation Ground    | 2000     | Llansantffraid-ym-Mechain |

## Compétition

### Classement
Le classement est établi sur le barème de points classique (victoire à 3 points, match nul à 1, défaite à 0).
| Rang | Équipe                    | Pts | J  | G  | N  | P  | Bp | Bc  | Diff |
| ---- | ------------------------- | --- | -- | -- | -- | -- | -- | --- | ---- |
| 1    | Barry Town C              | 77  | 34 | 24 | 5  | 5  | 84 | 30  | +54  |
| 2    | Cwmbran Town              | 74  | 34 | 24 | 2  | 8  | 71 | 34  | +37  |
| 3    | Carmarthen Town           | 58  | 34 | 17 | 7  | 10 | 68 | 39  | +29  |
| 4    | Newtown AFC               | 58  | 34 | 18 | 4  | 12 | 48 | 37  | +11  |
| 5    | Caersws FC                | 57  | 34 | 16 | 9  | 9  | 72 | 39  | +33  |
| 6    | Aberystwyth Town          | 55  | 34 | 15 | 10 | 9  | 64 | 42  | +22  |
| 7    | Rhyl FC                   | 54  | 34 | 16 | 6  | 12 | 74 | 52  | +22  |
| 8    | Total Network Solutions T | 54  | 34 | 15 | 9  | 10 | 64 | 47  | +17  |
| 9    | Connah's Quay Nomads      | 50  | 34 | 15 | 8  | 12 | 45 | 47  | -2   |
| 10   | Haverfordwest County      | 49  | 34 | 14 | 7  | 13 | 56 | 55  | +1   |
| 11   | Afan Lido                 | 47  | 34 | 13 | 8  | 13 | 42 | 37  | +5   |
| 12   | Rhayader Town (en)        | 40  | 34 | 10 | 10 | 14 | 54 | 65  | -11  |
| 13   | Cefn Druids               | 38  | 34 | 11 | 5  | 18 | 60 | 70  | -10  |
| 14   | Bangor City               | 37  | 34 | 10 | 7  | 17 | 56 | 84  | -28  |
| 15   | Oswestry Town (en) P      | 36  | 34 | 10 | 6  | 18 | 40 | 74  | -34  |
| 16   | Port Talbot Town P        | 35  | 34 | 10 | 5  | 19 | 49 | 77  | -28  |
| 17   | Llanelli AFC              | 29  | 34 | 9  | 2  | 23 | 57 | 97  | -40  |
| 18   | Inter Cardiff             | 13  | 34 | 3  | 4  | 27 | 26 | 104 | -78  |

| Légende : Qualifications et relégations | Légende : Qualifications et relégations                                                       |
| --------------------------------------- | --------------------------------------------------------------------------------------------- |
|                                         | Ligue des champions 2001-2002                                                                 |
|                                         | Coupe de l'UEFA 2001-2002, premier tour préliminaire                                          |
|                                         | Relégation en deuxième division                                                               |
|                                         | (T) : Tenant du titre (C) : Vainqueurs de la Coupe du pays de Galles de football (P) : Promus |

## Bilan de la saison
| Championnat du pays de Galles de football 2000-2001 |                         |
| Champion                                            | Barry Town (5e titre)   |
| Qualifications continentales                        |                         |
| Ligue des champions 2001-2002                       | Barry Town              |
| Coupe UEFA 2001-2002                                | Cwmbran Town            |
| Coupe UEFA 2001-2002                                | Total Network Solutions |
| Promotions et relégations                           |                         |
| Promus en Premier League                            | Welshpool Town          |
| Promus en Premier League                            | Caernarfon Town         |
| Relégués en Division One                            | Inter Cardiff           |
| Relégués en Division One                            | Llanelli AFC            |